# Љубав је песма и много више
Љубав је песма и много више је петнаести музички албум српског певача Шабана Шаулића. Објављен је 1989. године за издавачку кућу Југодиск на аудио касети. Албум је сниман у Југодиск студију у Београду, а на њему се налази десет песама.

## Песме
| Бр. | Назив песме                 | Трајање |
| --- | --------------------------- | ------- |
| 1.  | Хајде, срећо моја           | 04:12   |
| 2.  | Љубав је песма и много више | 02:30   |
| 3.  | Марина                      | 03:18   |
| 4.  | Љубави врати се             | 04:14   |
| 5.  | Волео сам само тебе         | 03:38   |
| 6.  | Издржи мој бол              | 04:05   |
| 7.  | Хеј, Јано, Јано             | 03:57   |
| 8.  | Отишла си туго моја         | 03:34   |
| 9.  | Пијем и певам               | 02:50   |
| 10. | Заувек срећни били          | 03:14   |